# Cazaci din Orenburg

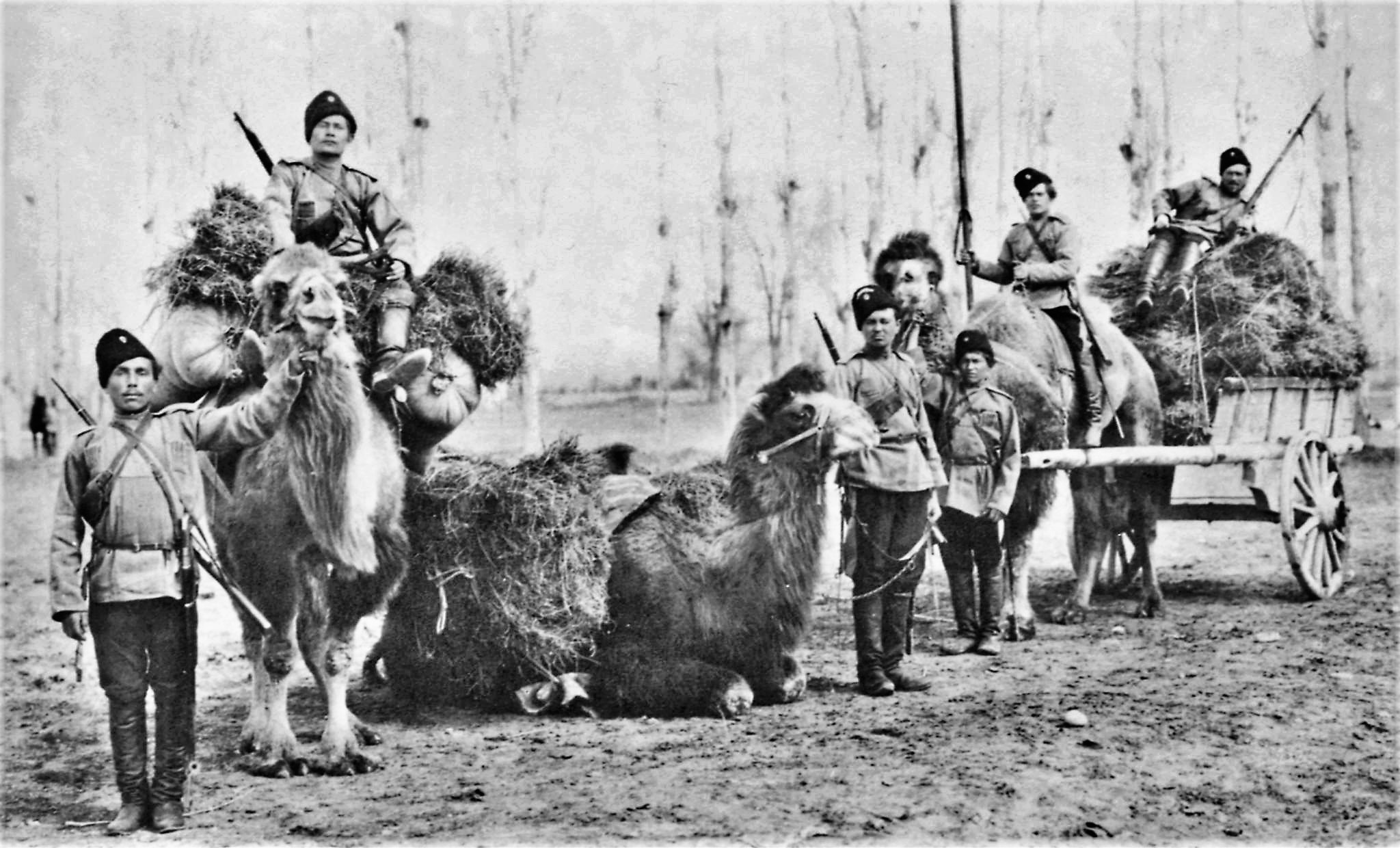
Cazaci din Orenburg pe cămile

Armata cazacilor din Orenburg (în limba rusă: Оренбургское казачье войско), a fost o armată a cazacilor din provicia Orenburg a Imperiului Rus, care ocupa teritoriile oblasturilor Orenburg,  Celiabinsk (parțial) și ale Republicii Bașkortostan). 
După ce la început au construit în regiune o serie de fortificații, cazacii au fondat în mod oficial orașul Orenburg în 1734. Guvernul rus a hotărât ca, pentru popularea orașului și colonizarea regiunii învecinate, să aducă familii căzăcești din alte zone: Ufa, Iset, Samara și alte regiuni și să formeze primele corpuri de armată neregulată (1748). O parte formată din membrii forțelor neregulate (aproximativ 2.000 de oameni) a transformată în  Armata cazacilor din Orenburg în. 1755.

Cazacii din Orenburg au luat parte în perioada 1773—1774 la răscoala lui Emelian Pugaciov. Efectivele Armatei au fost sporite prin incorporarea în 1798 a tuturor așezărilor căzăcești din sudul Uralilor, (cu excepția celor din Armata cazacilor de pe Urali). 
Decretul din 1840 a redesenat granițele Armatei și a schimbat compoziția sa – 10 regimente de cavalerie și 3 batalioane de artilerie. Pe la mijlocul secolului al XIX-lea, populația căzăcească a regiunii era de aproximativ 200.000 de oameni. 
Armata din Orenburg a participat războiul ruso-suedez din 1788 – 1790, pentru ca mai apoi să participe la toate campaniile ruse pentru cucerirea Asiei Centrale. 
Teritoriul controlat de Armata cazacilor din Orenburg a fost compus inițial din două okruguri. Reforma din 1878 a dus la împărțirea administrativă în 3 otdele. Populația de origine cazacă crescuse în 1916 la 533.000 mii de locuitori, care locuiau pe un teritoriu de 7,45 milioane desiatine (aproximativ 81.400 km2). 
La începutul secolului al XX-lea, în timp de pace, Armata cazacilor din Orenburg avea 6 regimente și un batalion independent de cavalerie, 3 batalioane de artilerie, o sotnie de Gardă și două sotnii servicii auxiliare. În timpul primei conflagrații mondiale, cazacii din Orenburg au mobilizat 18 regimente și un batalion independent de cavalerie, 9 batalioane de artilerie, o sotnie de gardă, 9 sotnii de infanterie, 8 sotnii de rezervă și 39 de sotnii cu destinație specială sau auxiliare, în total 27.000 de soldați. 
După izbucnirea Revoluției din Octombrie în 1917, Armata cazacilor din Orenburg a luptat de partea  „albilor” împotriva  „roșiilor” bolșevici. Cazacii săraci s-au alăturat Armatei Roșii. 
Armata cazacilor din Orenburg a fost desființată în 1920. 